# Pitääkö mun kaikki hoitaa?
Pour plus de détails, voir Fiche technique et Distribution.
Pitääkö mun kaikki hoitaa? est un court métrage finlandais écrit par Kirsikka Saari et réalisé par Selma Vilhunen, sorti en 2012.
Il est sélectionné aux Oscars du cinéma 2014 dans la catégorie Oscar du meilleur court métrage en prises de vues réelles.

## Fiche technique
- Titre : Pitääkö mun kaikki hoitaa?
- Titre international : Do I Have to Take Care of Everything?
- Réalisation : Selma Vilhunen
- Scénario : Kirsikka Saari
- Montage : Selma Vilhunen
- Sociétés de production : Tuffi Films
- Pays d'origine :  Finlande
- Langue : finnois
- Genre : Comédie dramatique
- Durée : 7 minutes
- Dates de sortie[2] :
  -  Finlande : 17 février 2012
  -  Chypre : Octobre 2012
  -  Suède : Janvier 2013
  -  Japon : Juin 2013
  -  Royaume-Uni : 7 septembre 2013

## Distribution
- Joanna Haartti : Sini Ketonen[3]
- Santtu Karvonen : Jokke Ketonen
- Ranja Omaheimo : Ella
- Ella Toivoniemi : Kerttu
- Jukka Kärkkäinen : Prêtre

## Distinctions

### Nominations
- Oscars du cinéma 2014 : Oscar du meilleur court métrage en prises de vues réelles